# Formación Baños del Flaco
La formación Baños del Flaco es una formación geológica del Jurásico superior al Cretácico inferior (titoniense a berriasiense) en Chile central. La formación comprende calizas y areniscas depositadas en un ambiente marino a fluvial poco profundo. Se han reportado huellas de ornitópodos fósiles de la formación.

## Descripción
La formación Baños del Flaco se ubicaba en el Cretácico superior aproximadamente en la latitud 45 sur, con un clima promedio del mar por sobre los 18 °C.
La localidad tipo es Termas del Flaco, en la cordillera de la provincia de Colchagua en la Región de O'Higgins, aunque la formación se extiende también más al sur, hacia el interior de la provincia de Curicó en la Región del Maule. El espesor de la formación es muy variado, pues en algunos lugares su techo está erosionado y cubierto discordantemente por la formación Coya-Machalí, al norte de la localidad tipo. En Termas del Flaco, el espesor total es de 369 m; más al sur en el río Maitenes alcanza los 536 m, y en otras secciones alcanza hasta los 700 y 1000 m. Consiste en conglomerados brechosos, calizas tipo wackestone, packstone y grainstone, areniscas y lutitas calcáreas, y en menor proporción conglomerados finos e intercalaciones de lutita y caliza, y de caliza y arenisca.
Baños del Flaco es una formación de ambiente marino, cuyos sedimentos se depositaron en una cuenca de aguas probablemente cálidas sobre el relieve irregular de la formación Río Damas. En la ladera norte del valle del río Tinguiririca, se ha inferido que existió un ambiente de laguna costera en una plataforma somera carbonatada de clima tropical a subtropical.

## Contenido fósil
En la formación se evidencian restos de ornitópodos de pequeño tamaño y terópodos de relativamente pequeños (largo de huella menor que 30 cm). Las huellas fósiles de saurópodos que se han encontrado en la formación en las inmediaciones de Termas del Flaco corresponden al género Parabrontopodus.
Entre otros, se han encontrado en la formación los siguientes fósiles:
- Icnofósiles:

- Camptosaurichnus fasolae
- Parabrontopodus frenkii 
- Ornitópodo indet.
- Theropoda indet.

- Amonites, equinodermos y bivalvos, incluyendo:[6]
  - Windhauseniceras internispinosum
  - Corongoceras alternans
  - Substeueroceras koeneni
  - Aulacosphinctes proximus
  - Micracanthoceras spinulosum
  - Corongoceras evolutus
  - Pseudolissoceras cf. zitteli
  - Lithacoceras malarguense
  - Choicensisphinctes windhauseni
  - Catutosphinctes cf. americanensis
  - Virgatosphinctes scythicus
  - Micracanthoceras microcanthum